# Franz Kaspar von Stadion

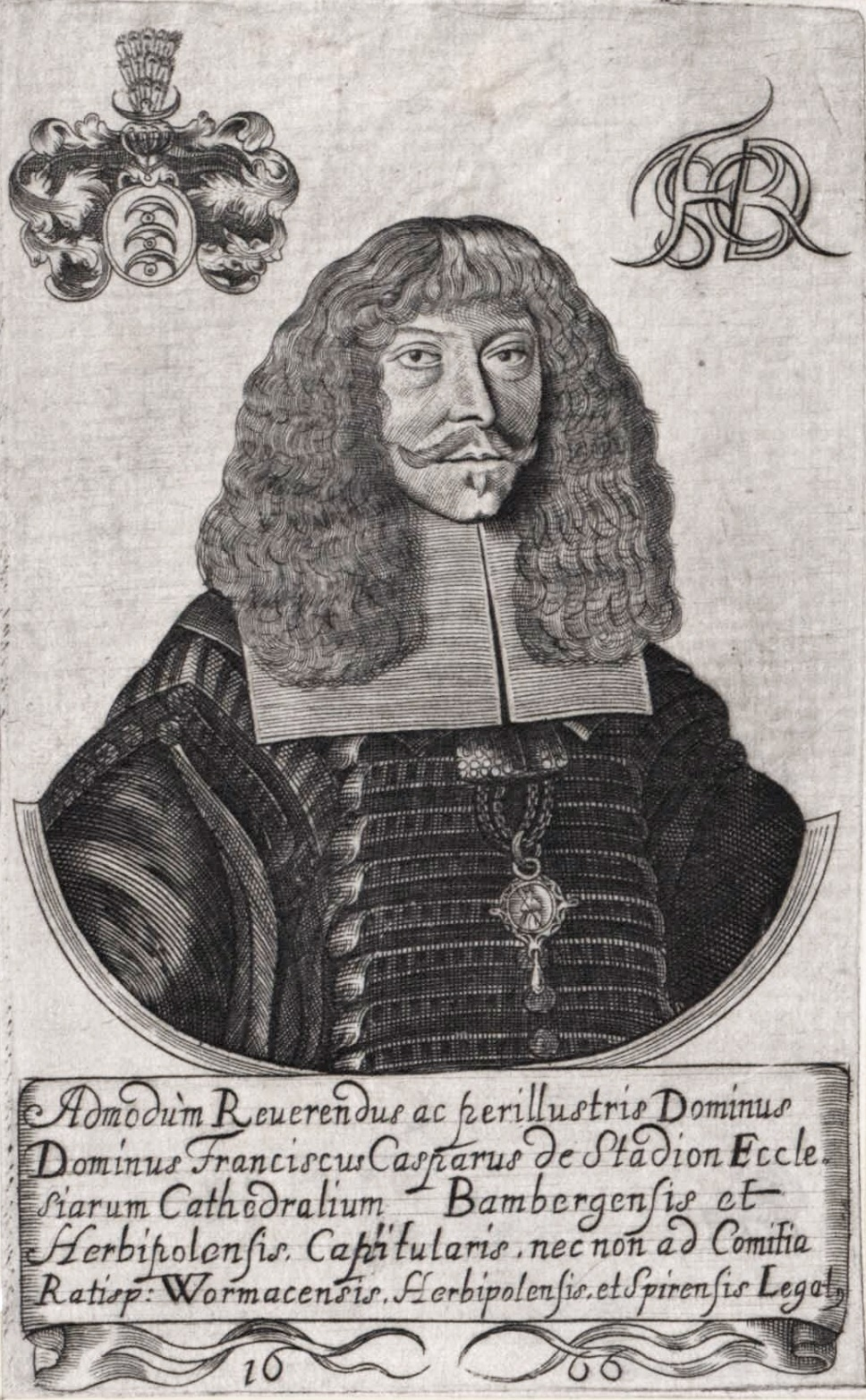
Franz Kaspar von Stadion als Domherr

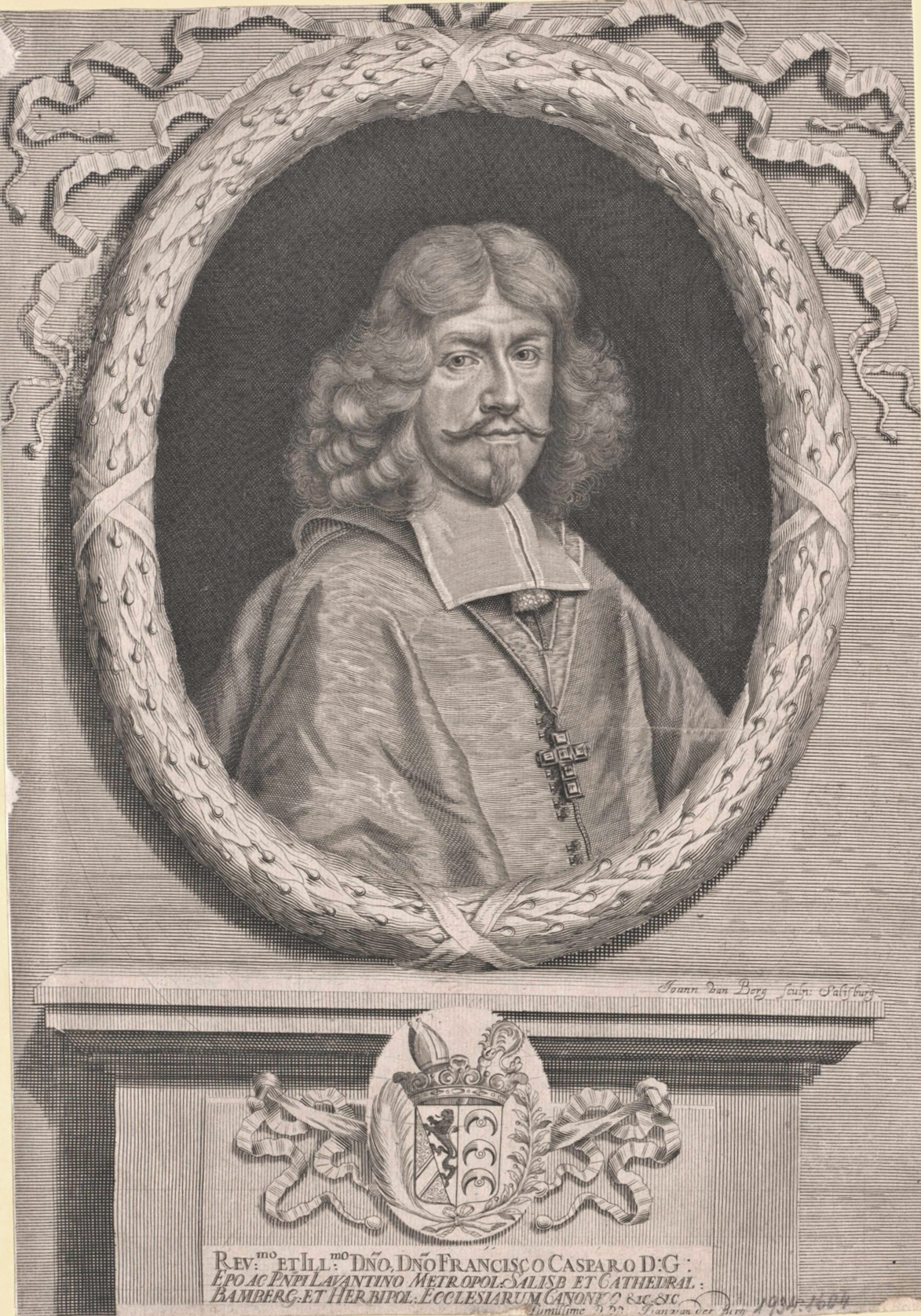
Franz Kaspar von Stadion als Fürstbischof von Lavant

Franz Kaspar von Stadion (* 16. Januar 1637; † 13. Februar 1704) war ein deutscher Adeliger und von 1673 bis 1704 Fürstbischof von Lavant. 

## Herkunft und Familie
Er entstammte der elsässischen Linie des schwäbischen Uradelsgeschlechtes von Stadion und wurde geboren als Sohn des Johann Christoph von Stadion, bischöflich Würzburger Amtmann zu Trimberg (1610–1666), und seiner Gattin Maria Magdalena von Ostein. Des Vaters Onkel Johann Caspar von Stadion (1567–1641) amtierte als 45. Hochmeister des Deutschen Ordens. Die Mutter war eine Nichte des Basler Fürstbischofs Johann Heinrich von Ostein (1579–1646) und die Cousine des Würzburger Dompropstes Franz Ludwig Faust von Stromberg (1605–1673).
Franz Kaspars Bruder Georg Heinrich von Stadion (1640–1716) bekleidete das Amt des Domdekans in Würzburg und hat ein großes Epitaph im Kiliansdom; die Brüder Christoph Rudolf von Stadion (1638–1700) und Johann Philipp von Stadion (1652–1741) lebten in Mainz; ersterer als Domdekan und Kammerpräsident. Der Letztere amtierte als Kurmainzer Oberhofmeister und verband sich mit Maria Anna von Schönborn-Buchheim, Tochter des Mainzer Ministers Melchior Friedrich Graf von Schönborn-Buchheim und Schwester der späteren Bischöfe Johann Philipp Franz von Schönborn (Würzburg), Friedrich Karl von Schönborn (Würzburg und Bamberg), Franz Georg von Schönborn (Trier und Worms), sowie Damian Hugo Philipp von Schönborn-Buchheim (Speyer und Konstanz). Leopold Wilhelm von Stadion, ein  weiterer Bruder, hatte Anna Ursula Greiffenclau zu Vollrads geheiratet, Schwester des Würzburger Fürstbischofs Johann Philipp von Greiffenclau zu Vollraths (1652–1719).

## Leben und Wirken
Franz Kaspar von Stadion trat in den geistlichen Stand ein und wurde Domkapitular in den Bistümern Bamberg bzw. Würzburg, später auch in Salzburg. Außerdem vertrat er von 1663 bis zu seinem Amtsantritt als Bischof, die Hochstifte Würzburg, Worms und Speyer als Gesandter auf dem Immerwährenden Reichstag zu Regensburg, dem er von 1666 bis 1672 auch als Direktor vorstand. 1667/68 hielt er sich im Auftrag des Erzbischofs Johann Philipp von Schönborn in Rom auf.
Der Salzburger Erzbischof Max Gandolf von Kuenburg ernannte den Domherrn am 21. Oktober 1673 zum Bischof seiner Suffragandiözese Lavant; die päpstliche Bestätigung erfolgte am 31. März 1674. Der Lavanter Bischofssitz befand sich damals noch in Sankt Andrä im Lavanttal und besaß dort seine Domkirche Sankt Andrä. 

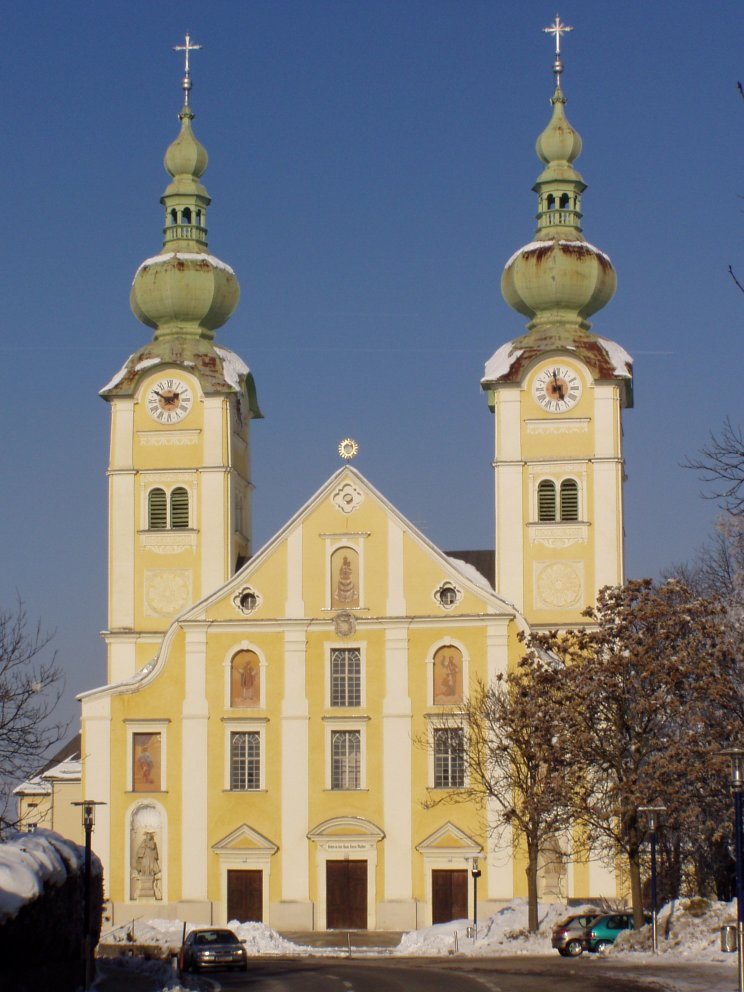
Die von Bischof Stadion erbaute Wallfahrtskirche Maria Loreto

Bischof Stadion hinterließ einen Bericht über von ihm angetroffene und veranlasste Dinge. Darin heißt es u. a.:

„Bei dem Antritte des Bisthumes war es meine vorzüglichste Sorge, wie ich dasselbe im Spirituale und im Temporale nicht nur aufrecht erhalten, sondern auch emporheben könnte. Den Bischofshof welcher sehr schadhaft war, habe ich ausgebessert und die inneren Abtheilungen in demselben zum Theile erneuert und in bessere Form gebracht. In demselben bestehet eine fürstbischöfliche Capelle, dem heil. Rupert geweiht; dieser drohete der Einsturz, dem ich auf meine Kosten zuvorgekommen bin, indem ich dieselbe ausbessern und mit einer Schutzmauer versehen ließ.“

1679 erwarb Stadion Schloss Thürn für sein Hochstift. In St. Andrä hatte sein Vorgänger Albert von Priamis 1647 eine Loretokapelle errichtet, die mit ihrem Gnadenbild viele Wallfahrer anzog. Franz Kaspar von Stadion entschloss sich, als Wallfahrtsheiligtum eine mächtige Barockkirche erbauen zu lassen. Es ist die heutige Wallfahrtskirche Maria Loreto, die zwischen 1683 und 1687 entstand und zu den größten Sakralbauten Kärntens zählt. In ihr wurde Bischof Stadion 1719 nachträglich beigesetzt und erhielt dort ein Grabdenkmal, nachdem man ihn ursprünglich in der Domkirche begraben hatte. Die Überführungskosten trug der Bruder Johann Philipp. 

Der Historiker Karlmann Tangl charakterisiert Franz Kaspar von Stadion mit folgenden Worten:

„...ein Mann voll wahrer Gottesfurcht, christlicher Liebe und Milde, unermüdlichen Eifers in Erfüllung seiner hohen seelsorgerlichen Pflichten in geistlicher und weltlicher Hinsicht, überall bescheiden und fernab von Selbstlob und zugleich ein Mann von Geschmack und Kunstliebe, ... er gehört unstreitig unter diejenigen Bischöfe, welche vorzüglich eine Zierde des bischöflichen Stuhles zu Lavant gewesen waren.“

Der Bischof war 1686 mit seinen Brüdern zum Reichsfreiherrn erhoben worden.